# Жарабад (Дул)
Жарабад (перс. ژارآباد) — село в Ірані, входить до складу дехестану Дул у Центральному бахші шахрестану Урмія провінції Західний Азербайджан.